# 海略 (諾爾蘭郡)
海略（挪威語：Herøy）是挪威諾爾蘭郡的一個市镇，行政中心为锡尔瓦伦村。市镇面积为64.46平方公里，2023年人口数量为1,839人。